# Løgtingswahl 1954
- Republikaner: 6
- Sozialdemokraten: 5
- Selbstverwaltung: 2
- Unionisten: 7
- Parteilose: 1
- Volkspartei: 6

Die Løgtingswahl 1954 auf den Färöern fand am 8. November 1954 statt.
Es war die 2. Wahl nach Erlangung der inneren Selbstverwaltung (heimastýri) im Jahr 1948.
Großer Gewinner war der Tjóðveldisflokkurin mit einem Stimmenzuwachs von 14 Prozent, der zu vier zusätzlichen Sitzen führte.
Größter Verlierer war mit über 11 Prozent der Fólkaflokkurin. Er musste zwei Sitze abgeben. Der Sambandsflokkurin und der Javnaðarflokkurin erlitten nur leichte Verluste und lediglich die Sozialdemokraten büßten einen Sitz ein.
Zugleich zog mit Kjartan Mohr, der kurz danach den Framburðsflokkurin
gründete, auch ein unabhängiger Abgeordneter ins Løgting ein.
Trotz der großen Gewinne des Tjóðveldisflokkurin und der Verluste des Fólkaflokkurin konnte die von Kristian Djurhuus angeführte Koalition aus Sambandsflokkurin und Fólkaflokkurin fortgeführt werden, indem zusätzlich der Sjálvstýrisflokkurin in die Regierungskoalition aufgenommen wurde: Der Landesregierung Kristian Djurhuus I folgte die Landesregierung Kristian Djurhuus II.

## Ergebnisse der Løgtingswahl vom 8. November 1954
Mit dieser Wahl wurde die Gesamtzahl der Abgeordnetensitze im Løgting von 25 auf 27 erhöht. An der Wahl hatten sich fünf Parteien und ein unabhängiger Kandidat beteiligt, die alle ins Parlament einzogen.
| Partei                   | Stimmen | Prozent | Sitze |  |
| ------------------------ | ------- | ------- | ----- |  |
| B – Sambandsflokkurin    | 3.312   | 26,0    | 7     |  |
| E – Tjóðveldisflokkurin  | 3.028   | 23,8    | 6     |  |
| A – Fólkaflokkurin       | 2.660   | 20,9    | 6     |  |
| C – Javnaðarflokkurin    | 2.518   | 19,8    | 5     |  |
| D – Sjálvstýrisflokkurin | 908     | 7,1     | 2     |  |
| U – Unabhängige          | 323     | 2,5     | 1     |  |
| Gesamt                   | 12.749  | 100     | 27    |  |